# 三弥町
三弥町（みつやちょう）は、愛知県豊橋市の地名。

## 地理
豊橋市南東部に位置する。東は豊清町、西は二川町、南は細谷町、北は雲谷町･中原町に接する。

### 河川
- ヘイサ池[1]
- 神様池[1]
- 大堤[1]
- 男池[1]

### 字一覧
- 大口（おおぐち）[WEB 5]
- 新大口（しんおおぐち）[WEB 5]
- 新水洗（しんみずあらい）[WEB 5]
- 中原（なかばら）[WEB 5]
- 三ツ家（みつや）[WEB 5]
- 元茶屋（もとちゃや）[WEB 5]
- 元屋敷（もとやしき）[WEB 5]

## 歴史

### 人口の変遷
国勢調査による人口および世帯数の推移。
| 1995年（平成7年）  | 65世帯 283人 |  |
| 2000年（平成12年） | 66世帯 261人 |  |
| 2005年（平成17年） | 71世帯 281人 |  |
| 2010年（平成22年） | 80世帯 280人 |  |
| 2015年（平成27年） | 85世帯 286人 |  |

## 交通
- 東海道新幹線[1]
- 国道1号[1]
- 愛知県道細谷二川線[1]

## 施設
- シンフォニアテクノロジー豊橋製作所[1]
- 八幡社[1]

### WEB
1. ↑  “愛知県豊橋市の町丁・字一覧”.   人口統計ラボ. 2023年4月13日閲覧。
2. ↑  総務省統計局 (2017年1月27日). “平成27年国勢調査の調査結果(e-Stat) - 男女別人口及び世帯数 －町丁・字等” (CSV). 2021年7月21日閲覧。
3. ↑  “愛知県豊橋市の郵便番号一覧”.   日本郵便. 2023年4月13日閲覧。
4. ↑  “市外局番の一覧” (PDF).   総務省 (2022年3月1日). 2022年3月22日閲覧。
5. 1 2 3 4 5 6 7  “愛知県豊橋市 住所一覧から地図を検索”.   ONE COMPATH. 2023年8月17日閲覧。
6. ↑  総務省統計局 (2014年3月28日). “平成7年国勢調査の調査結果(e-Stat) - 男女別人口及び世帯数 －町丁・字等” (CSV). 2021年7月20日閲覧。
7. ↑  総務省統計局 (2014年5月30日). “平成12年国勢調査の調査結果(e-Stat) - 男女別人口及び世帯数 －町丁・字等” (CSV). 2021年7月20日閲覧。
8. ↑  総務省統計局 (2014年6月27日). “平成17年国勢調査の調査結果(e-Stat) - 男女別人口及び世帯数 －町丁・字等” (CSV). 2021年7月21日閲覧。
9. ↑  総務省統計局 (2012年1月20日). “平成22年国勢調査の調査結果(e-Stat) - 男女別人口及び世帯数 －町丁・字等” (CSV). 2021年7月21日閲覧。
10. ↑  総務省統計局 (2017年1月27日). “平成27年国勢調査の調査結果(e-Stat) - 男女別人口及び世帯数 －町丁・字等” (CSV). 2021年7月21日閲覧。

### 書籍
1. 1 2 3 4 5 6 7 8 9 10 11  「角川日本地名大辞典」編纂委員会 1989, p. 1796.